# Черномордик, Соломон Исаевич
Соломон Исаевич Черномордик (8 июня 1880, Смоленск — 17 ноября 1943, Москва) — большевик, советский партийный и государственный деятель, историк, писатель.

## Биография
Родился в семье мелкого коммерсанта еврейского происхождения родом из Польши, торговавшего кожей, скобяными товарами, бакалеей в Смоленске, который затем бросил торговлю и стал мелким служащим.
- В 1899–1901 годах студент сначала естественного, затем медицинского факультета Московского университета.
- За участие в студенческой демонстрации 1901 года исключен из университета и выслан из Москвы под надсмотр полиции в Смоленск.
- В 1902 вступил в социал-демократическую партию, примкнул к «искровцам». Действовал под партийным псевдонимом «Платон», по нему же проходил по партийным документам. Нелегально вернулся в Москву, принял активное участие в партийной работе и партийном строительстве, агитировал аптечных рабочих и мелких лавочников.
- В июле 1903 арестован по делу Московского комитета партии. Сидел в Бутырской тюрьме.
- После освобождения из тюрьмы в 1904 году, вследствие малозначительности собранного на него изобличающего материала, уехал на юг, где работал в Николаевском и Екатеринославском комитетах партии.
- В 1905 нелегально возвратился в Москву, приступил к подпольной партийной работе. Избран секретарем Московского комитета РСДРП(б). Входил в литературно-лекторскую группу при Московском комитете РСДРП.
- Стал активным участником декабрьского восстания 1905 года. После поражения революции в Москве срочно перебрался в Петербург, где стал одним из редакторов газеты «Русский набат».
- В 1907 — делегат IV-й Всероссийской партийной конференции в Гельсингфорсе и 5-го съезда РСДРП в Лондоне.
- Изредка выезжал за границу (Париж, Вена, Цюрих, Женева), получал партийные задания и средства и возвращался в Москву, где работал по партийной линии, в первую очередь – в партийной прессе.
- В связи с частыми арестами и тюремными заключениями окончил медицинский факультет Московского университета только в 1910, получив специальность врача (диплом получил после сдачи государственных экзаменов в 1918). Стал работать в Москве в области медицинского страхования, совмещая эту работу с революционной пропагандистской деятельностью. Был подпольным партийным пропагандистом Рогожско-Симоновского района в Москве, где находился вплоть до 1915 года.
- В 1913–15 работал в Бактериологическом институте Московского университета.
- В Первую мировую войну, с 1915 года, призван в действующую армию и направлен медиком в запасные и учебные части на персидский фронт.
- После Февральской революции связался с местными и бакинскими большевиками, организовал революционное выступление в своей части, был избран председателем Совета солдатских депутатов в Казвине (Персия, Иран) и делегатом 1-го съезда солдатских депутатов Кавказской армии.
- После октября 1917 прибыл в Москву, где начал работать в областном комиссариате труда, потом возглавил отдел охраны труда в Народном комиссариате труда РСФСР (1918–1919).
- В 1919 мобилизован на фронт, помощник начальника санитарного управления Южного фронта, начальник санитарной части 14-й армии, начальник санитарной части Симбирского укреплённого района. В связи с тем, что существовала опасность захвата позиций Красной Армии отрядами Колчака, на фронте действовал не под своим собственным именем, а под именем Павла Ивановича Ларионова, и имел все документы на имя «Ларионова».
- В 1921–1926 – заведующий Истпартом Московского комитета ВКП(б) и член коллегии Истпарта ЦК ВКП(б), возглавлял Истпартшколу при МК ВКП(б).
- В 1922–1924 – директор выставки «Красная Москва», на базе которой в 1924 был создан Историко-революционный музей (с марта 1924 года - Музей революции). Черномордик был директором музея до февраля 1924 года.
- С 1926 на литературной и научной работе. Писал книги и брошюры по истории партии и партийного движения в России и СССР. Уделял значительное внимание истории партии эсеров и меньшевиков, наследию Г. В. Плеханова.
- В 1928–1930 представитель Наркомздрава РСФСР в Берлине; с 1932 по 1938 член президиума ЦК Международной организации помощи борцам революции (МОПР), делегат Всемирного конгресса МОПР (Москва, 1932).
- С 1938 работал старшим научным сотрудником, заведовал сектором истории советского периода в Институте истории АН СССР.
- В 1941 году добровольно вступил в Красную Армию, был комиссаром эвакогоспиталя, однако по состоянию здоровья демобилизован, продолжил работу в Институте истории.
- Как заслуженный старый большевик, был похоронен на Новодевичьем кладбище – тело было кремировано, прах помещён в стену кладбища.

Автор, в частности, книг «Московское вооруженное восстание в декабре 1905 г.» (1926), «Эсеры (партия социалистов-революционеров)» (1929), «Махно и махновщина» (1933), «Группа «Освобождение труда»» (1935).

## Награды
- Орден Ленина

## Семья
Был женат на Анне Семёновне Тинкер (1886—1956), которая после их развода вышла замуж за В. Д. Бонч-Бруевича.
- Сыновья: Иосиф, окончил Военно-воздушную академию, репрессирован; Лев (1910–1933, покончил с собой)[2]

Вторая жена — Черномордик (Воронцова) Елена Ивановна 1906 г.р. Поженились в 1927 году.
Дочь Светлана 1938 г.р. (источник: ГАРФ, Ф. 539, оп. 4, д. 1068).

## Научные труды
- Эсеры: Партия социалистов-революционеров. — Харьков: Пролетарий, 1929. — 61 с. — (Какие партии были в России).
- Группа «Освобождение труда». — М., 1935.